# Пекинская епархия
Пеки́нская епа́рхия (кит. 北京教区) — каноническое, структурное и территориано-административное подразделение Китайской православной церкви, действовавшее с 1902 по 1966 годы. После кончины епископа Пекинского и Китайского Василия (Шуан) кафедра вдовствует.

## История
Титул епископа Китайского появился в апреле 1918 года, когда определением Патриарха Тихона и постановлением Священного Синода начальник Русской духовной миссии в Пекине епископ Переславский Иннокентий (Фигуровский) стал именоваться Пекинским. 13 мая 1921 года епископ Иннокентий был возведён в сан архиепископа. Основу епархии составили на основе приходы и монастыри, входившие в структуру Российской духовной Миссии в Китае.
Из-за невозможности сообщения с Московской Патриархией архиепископ Иннокентий с подчинённым ему духовенством перешёл в подчинение Архиерейскому Синоду Русской Православной Церкви за границей (РПЦЗ), по решению которого в 1922 году была образована Пекинская и Китайская епархия.
С 1922 года в составе Пекинской епархии действовали Шанхайское и Тяньцзиньское викариатства, позднее преобразованные в самостоятельные кафедры. С 1934 года учреждено третье викариатство — Синьцзянское. После структурных преобразований в составе Пекинской епархии действовало Ханькоусское викариатство.
В 1945 году Пекинская епархия вошла в юрисдикцию Московского Патриарха, который учредил в 1950 году Восточно-Азиатский Экзархат. В 1957 году Пекинская епархия вошла в состав Китайской Автономной Православной Церкви. По определению Священного Синода, для неё был рукоположен епископ из числа православных китайцев — Василий (Шуан). После кончины епископа Василия, некоторое время администратором и местоблюстителем епархии был протоиерей Николай Ли. За богослужением после имени Патриарха стали поминать имя епископа Симеона (Ду). В середине 1964 года в Пекине был закрыт последний Успенский храм. Немногочисленную православную паству продолжали окормлять 3 священнослужителя-китайца. В 1970 году со смертью настоятеля прекратил действовать Петропавловский приход в Гонконге.
В 1995 году регулярные богослужения в Пекине возобновились на территории российского посольства в восстановленной домовой Иннокентиевской церкви.
6 октября 2008 года официально восстановлен приход в честь Святых апостолов Петра и Павла в Гонконге относящийся к Гонконгскому благочинию Пекинской митрополии. Настоятелем прихода назначен сотрудник Отдела внешних церковных связей Московского Патриархата протоиерей Дионисий Поздняев.
13 октября 2009 года епископ Егорьевский Марк (Головков), руководитель Управления по зарубежным учреждениям Московской Патриархии, освятил Успенский храм, восстановленный на территории Посольства России в Пекине.

## Епископы
- 1918 — 28 июня 1931 — Иннокентий (Фигуровский)
- 26 июня 1931 — 24 февраля 1933 — Симон (Виноградов)
- 1 марта 1933 — 31 мая 1956 — Виктор (Святин)
- 30 мая 1957 — 3 января 1962 — Василий (Шуан)
- 1962—1966 — протоиерей Николай Ли , временный администратор
- 17 февраля 1997 — 5 декабря 2008 — Алексий II  в/у, патриарх Московский и всея Руси
- с 6 декабря 2008 — Кирилл (патриарх Московский)  в/у, патриарх Московский и всея Руси